# Legia Warszawa (amp futbol)
Legia Warszawa – polski klub ampfutbolowy, założony w 2019 jako sekcja klubu piłkarskiego Legia Warszawa. Zespół powstał w wyniku przekształcenia istniejącej od 2016 roku Glorii Varsovia, ta zaś istniała po rozwiązaniu Lamparta Warszawa.

## Historia

### Lampart Warszawa
Pierwszy trening zespołu Lampart Warszawa odbył się 6 czerwca 2014 roku. Zespół wystąpił w dwóch pierwszych sezonach Amp Futbol Ekstraklasy (2015 i 2016), w których zajął odpowiednio czwarte (ostatnie) i trzecie (na pięć zespołów miejsce). Zespół został rozwiązany w 2016 roku, a zawodnicy przeszli do drużyny Gloria Varsovia.

### Gloria Varsovia
Drużyna Gloria Varsovia została utworzona w listopadzie 2016 roku. Zespół zajął 2. miejsce w sezonie 2017 Amp Futbol Ekstraklasy, a rok później wywalczył pierwszy w historii tytuł mistrzowski.

### Legia Warszawa
W lutym 2019 roku, dzięki rozpoczęciu współpracy z Legią Warszawa SA, Gloria stała się sekcją ampfutbolową ówczesnego piłkarskiego mistrza Polski.
Pod koniec kwietnia 2019 Legia wystartowała w rozpoczynającym się nowym sezonie Amp Futbol Ekstraklasy jako obrońca wywalczonego przez Glorię Varsovia tytułu mistrzowskiego. W I turnieju ligowym rozegranym w Płońsku zajęła na 3. miejscu.
W maju drużyna rozpoczęła zmagania w pierwszej edycji Ligi Mistrzów EAFF. W pierwszym dniu LM Legia pokonała Everton 2:1 (0:1), a następnie uległa zespołowi Ortotek Gaziler 0:5 i ostatecznie zajęła 2. pozycję w grupie. 26 maja 2019 w półfinale przegrała 1:4 z mistrzami Rosji, Dynamem Ałtaj, a w meczu o 3. miejsce zespół Mateusza Szczepaniaka wygrał 3:2 z Cork City. W sezonie 2020 klub z Warszawy zdobył tytuł mistrza Polski

## Historia występów w Amp Futbol Ekstraklasie
| Sezon                 | Pozycja               | M                     | W                     | R                     | P                     | G+                    | G-                    |
| jako Lampart Warszawa | jako Lampart Warszawa | jako Lampart Warszawa | jako Lampart Warszawa | jako Lampart Warszawa | jako Lampart Warszawa | jako Lampart Warszawa | jako Lampart Warszawa |
| --------------------- | --------------------- | --------------------- | --------------------- | --------------------- | --------------------- | --------------------- | --------------------- |
| 2015                  | 4/4                   | 12                    | 2                     | 0                     | 10                    | 10                    | 27                    |
| 2016                  | /5                    | 20                    | 9                     | 6                     | 5                     | 25                    | 12                    |
| jako Gloria Varsovia  |                       |                       |                       |                       |                       |                       |                       |
| 2017                  | /5                    | 16                    | 9                     | 4                     | 3                     | 30                    | 9                     |
| 2018                  | /4                    | 12                    | 7                     | 2                     | 3                     | 20                    | 7                     |
| jako Legia Warszawa   |                       |                       |                       |                       |                       |                       |                       |
| 2019                  | /5                    | 15                    | 7                     | 2                     | 6                     | 32                    | 22                    |
| 2020                  | /5                    | 16                    | 14                    | 0                     | 2                     | 47                    | 9                     |
| 2021                  | /5                    | 20                    | 13                    | 4                     | 3                     | 64                    | 9                     |
| 2022                  | /6                    | 20                    | 14                    | 3                     | 3                     | 47                    | 18                    |
| 2023                  | 5/7                   | 18                    | 7                     | 4                     | 7                     | 19                    | 20                    |
| Lampart Warszawa      | Lampart Warszawa      | 32                    | 11                    | 6                     | 15                    | 35                    | 39                    |
| Gloria Varsovia       | Gloria Varsovia       | 28                    | 16                    | 6                     | 6                     | 50                    | 16                    |
| Legia Warszawa        | Legia Warszawa        | 89                    | 55                    | 13                    | 21                    | 209                   | 78                    |
| Suma                  | Suma                  | 149                   | 82                    | 25                    | 42                    | 294                   | 133                   |